# 朴允進
朴 允進（パク・ユンジン、日本名：福田允進（ふくだ いんじん）、1905年5月2日 - ?）は、大韓民国の仏教僧侶。号は大愚（デウ、대우）、法名は領海（ヨンへ、영해）。

## 生涯
もともとは京畿道高陽郡の興国寺に在籍する僧侶であった。京城第一高等普通学校（後の京畿高等学校）を1927年に卒業し、仏教専修学校（後の東国大学校）に入学した。この学校在学中に、青年僧侶たちが韓龍雲を党首に推して組織した卍党に加入した。
仏教専修学校は朴允進の在学中に中央仏教専門学校へと昇格し、朴允進はこの専門学校の第1回卒業生として日本に留学した。東京の大正大学宗教学科で修学した。日本留学の期間中、東京の留学生たちが作る雑誌『금강저（金剛杵）』の編集と発行に参加し、文章も発表していた記録がある。
1934年に大正大学を卒業して帰国し、朝鮮仏教青年総同盟（조선불교청년총동맹）中央執行委員長に就任した。母校である中央仏教専門学校と明進学校（명성학교：後の東国大学校師範大学附属伽藍高等学校）の講師として勤務しながら、大本山奉恩寺の巡回法教師を務め、布教活動も並行しておこなっていた。
朴允進が帰国したころから朝鮮総督の宇垣一成は、心田開発運動（심전개발 운동）と称して、仏教と儒教の関係者を動員した教化事業を行った。朴允進は、奉恩寺の大衆講演や京城放送局の放送講演を通じてこの運動に参与した。1935年には金敬注を主礼（結婚式の司式者）として結婚し、淑明女子専門学校（後の淑明女子大学校）教授などを務めながら活発に活動した。
1937年、日中戦争が勃発し、戦時政局が始まった。その年12月に仏教界は北支皇軍慰問使（북지황군 위문사）と称して中国戦線の日本軍に慰問団を派遣することにした。朴允進は慰問使に選ばれ、直接、中国北部地域に慰問物品を届けに赴いた。朝鮮総督府と鍾路警察署（종로경찰서）、日本軍部隊などを訪問して出発の挨拶をし、帰ってからも朝鮮神宮参拝を経て朝鮮総督府に報告する典型的な官製行事であった。
朴允進は、日本軍慰問を起点に光復時点まで、親日活動をした。1938年に「銃後報国強調週間（총후보국 강조 주간）」が指定され、各種講演行事がおこなわれると、各宗教団体連合会が主催する講演会で「報国精神（보국정신）」という題目で時局講演をした。このような時局講演と貢献活動は戦争中ずっと続いた。日本が敗北する40日前の1945年7月5日の時点でも「本土決戦京城府民大会（본토결전 경성부민대회）」という行事で「적습 하의 반도에 불멸할 돌진의 함성이 충천한다（敵襲下の半島に不滅の突進の歓声が充満する）」と最後まで戦うことを主張した。改革的な青年僧侶組織だった朝鮮仏教青年総同盟が、太平洋戦争支援を決議するなど、急激に親日化されたことに深く関与していたことが分かっている。
日本統治時代末期の過度な親日行為のため、光復後7ヶ月ほどは社会活動ができなかった。1946年、「건국은 각자의 내적 건설에서（建国は各自の内的建設で）」という文章を『新生（신생）』創刊号に発表して活動を再開し、すぐに朝鮮仏教総務院（조선불교 총무원）の財務局長に就任した。東国大学校教授として在職中、朝鮮戦争の際に拉北され、以降の消息は分かっていない。

## 評価
朴允進は、エリート教育を受けた学僧で、仏教界には珍しい人材であり、話すことと執筆の両方に優れた才能を見せて文教部長官のようだという当代の評があった。
2002年に「親日派708人名簿」が公開された時、仏教僧侶は5人が含まれたが、もう一人加えるなら朴允進という意見があったほど、仏教界の代表的な親日人物と目されていた。2008年に公開された民族問題研究所の「親日人名辞典収録予定者名簿』の中では宗教部門に選定され、2009年に親日反民族行為真相糾明委員会が発表した「親日反民族行為705人名簿」にも含まれた。